# Pauline Schullerus
Pauline Schullerus, née le 5 avril 1858 à Cincu et morte le 29 décembre 1929 à Sibiu, est une ethnologue, botaniste et écrivaine roumaine issue de la minorité des Saxons de Transylvanie.

## Biographie

### Enfance et origines
Pauline Schullerus est née le 5 avril 1858 à Cincu, en Roumanie, l'aînée de douze enfants. À cette époque, sa région appartenait à la monarchie impériale austro-hongroise. Sa famille de pasteurs et d'enseignants y habitait depuis le XVIIe siècle.
Dès le plus jeune âge, elle s'est intéressée aux histoires, notamment celles que lui racontaient les villageois roumains, et au mode de vie rural. Les possibilités pour les filles en son temps et en son pays de poursuivre des études étaient limitées. Elle suivit l'enseignement de son père, Johann Schullerus, érudit à la bibliothèque bien fournie mais il semble qu'elle n'ait pas obtenu l'autorisation nécessaire pour passer le baccalauréat.
Autodidacte, elle avait acquis de vastes connaissances et parlait notamment couramment le latin et le grec (en plus de l'allemand et du roumain).

### Activité d'ethnobotaniste
En 1888, arrivé à Alțina depuis peu, son père se voit confier par le professeur Adolf Schullerus de Sibiu le recensement des noms des plantes de la vallée du Hârtibaciu pour les intégrer à son dictionnaire des termes saxons de Transylvanie. Il délégua cette tâche à sa fille aînée, qui dès lors parcourut la campagne, notamment pour collecter les simples, mais également pour s'intéresser à leur utilisation dans la médecine populaire, aux superstitions et histoires qui leur sont associées. Elle s'intéressa également aux oiseaux et aux insectes et publia des articles dans des journaux locaux ou spécialisés.

### La collecte de contes populaires
À la fin du XIXe siècle, plusieurs érudits germanophones ont tenté de collecter des contes roumains et de les traduire en allemand
Dès 1896, Pauline Schullerus publia cinq contes dans un journal local. En 1904, son père décéda : elle vendit la propriété familiale pour aller vivre avec sa mère et certains de ses frères et sœurs à Sibiu, dans une maison avec un grand jardin. Elle put s'y consacrer à ses passions érudites.
En 1907, elle publia Rumänische Volksmärchen aus dem mittleren Harbachtale, im Anhang aus dem Alttale [Contes populaires roumains de la vallée du Hârtibaciu, suivis d'autres de la vallée de l'Olt], qui connut immédiatement le succès. Elle publia également des articles dans des journaux spécialisés jusque peu avant sa mort, le 29 décembre 1929.

## La critique et les influences
Claude Lecouteux la place parmi les émules des frères Grimm. Le chercheur flamand A. de Cock qualifie son œuvre de « riche et précieuse ». Le spécialiste roumain Ovidiu Bîrlea qualifia sa collection de contes de « la plus exhaustive de Transylvanie ». Des études universitaires récentes soulignent son apport aux confluences culturelles germano-roumaines. Compte tenu de la place souvent assez réduite des femmes dans les histoires et anthologies littéraires, une telle postérité est remarquable.

## Liste des principales œuvres
- Pflanzen im Glauben und Brauch der Siebenbürger Sachsen [Les plantes dans les us et croyances des Saxons de Transylvanie], Sibiu, Josef Drotleff, 1908
- Rumänische Volksmärchen aus dem mittleren Harbachtale, im Anhang aus dem Alttal, Verein für siebenbürgische Landeskunde, Sibiu, 1907.